# استان پره ویهار
پره ویهار (خمر: ព្រះវិហារ، رومی شده: Preăh Vĭhar، به معنای: «روشن شد» «حرارت مقدس») یکی از استان‌های کامبوج است. این استان از غرب با استان‌های اودار میانچی و سیم ریپ، از جنوب با کامپونگ توم و از شرق به استانگ ترنگ هم‌مرز است. مرز شمالی استان بخشی از مرز بین‌المللی کامبوج با تایلند و لائوس را تشکیل می‌دهد. مرکز استان نیز شهر پره ویهار است.
پره ویهار یکی از ۹ استانی است که بخشی از ذخیره‌گاه زیست‌کره تونله ساپ است.

در ۱۵ آوریل ۲۰۱۶، پره ویهار دمای ۴۲٫۶ درجه سلسیوس (۱۰۸٫۷ درجه فارنهایت) را ثبت کرد که بالاترین دمای ثبت شده در کامبوج است.

## نام‌شناسی
نام این استان از معبد پره ویهار گرفته شده است.

## نگارخانه
|  |  |  |  |